# Відважний альпініст
«Відважний альпініст» (англ. The Daredevil Mountaineer) — американська короткометражна драма 1913 року.

## У ролях
- Родман Ло — Повільний Джим
- Джин Екер